# سيرفسايد بيتش
سيرفسايد بيتش (بالإنجليزية: Surfside Beach, Texas)‏ هي مدينة تقع بولاية تكساس في شمال شرق الولايات المتحدة. تبلغ مساحة هذه المدينة 5.8 (كم²)، وترتفع عن سطح البحر 2 م، بلغ عدد سكانها 763 نسمة في عام 2000 حسب إحصاء مكتب تعداد الولايات المتحدة وتصل الكثافة السكانية فيها 165.1 نسمة/كم2.

## التركيبة السكانية
حدّد مكتب تعداد الولايات المتحدة بيانات التركيبة السكانية لسيرفسايد بيتش في تعداد الولايات المتحدة. في ما يلي، التركيبة السكانية حسب تعدادي 2000 و2010.

### تعداد عام 2000
بلغ عدد سكان سيرفسايد بيتش 763 نسمة بحسب تعداد عام 2000، وبلغ عدد الأسر 352 أسرة وعدد العائلات 197 عائلة مقيمة في المدينة. في حين سجلت الكثافة السكانية 158 نسمة لكل كيلومتر مربع (409.2/ميل2). وبلغ عدد الوحدات السكنية 879 وحدة بمتوسط كثافة قدره 182 لكل كيلومتر مربع (471.4/ميل2).
وتوزع التركيب العرقي للمدينة بنسبة 92.66% من البيض و1.97% من الأمريكيين الأفارقة و0.52% من الأمريكيين الأصليين و0.26% من الأمريكيين ذوي الأصول الآسيوية و0.26% من سكان جزر المحيط الهادئ و2.10% من الأعراق الأخرى و2.23% من عرقين مختلطين أو أكثر و3.93% من الهسبانيون أو اللاتينيون من أي عرق.
بلغ عدد الأسر 352 أسرة كانت نسبة 23.9% منها لديها أطفال تحت سن الثامنة عشر تعيش معهم، وبلغت نسبة الأزواج القاطنين مع بعضهم البعض 43.5% من أصل المجموع الكلي للأسر، ونسبة 7.4% من الأسر كان لديها معيلات من الإناث دون وجود شريك،  بينما كانت نسبة 5.1% من الأسر لديها معيلون من الذكور دون وجود شريكة وكانت نسبة 44% من غير العائلات. تألفت نسبة 32.1% من أصل جميع الأسر من عدة أفراد يعيشون في نفس المنزل ونسبة 4.8% كانت تتألف من شخص يعيش بمفرده يبلغ من العمر 65 عاماً أو أكثر. وبلغ متوسط حجم الأسرة المعيشية 2.15، أما متوسط حجم العائلات فبلغ 2.68.
بلغ العمر الوسطي للسكان 42.0 عاماً. وكانت نسبة 18.6% من القاطنين تحت سن الثامنة عشر، وكانت نسبة 5.1% بين الثامنة عشر والرابعة والعشرين عاماً، ونسبة 31.3% كانت واقعةً في الفئة العمرية ما بين الخامسة والعشرين والرابعة والأربعين عاماً، ونسبة 33.2% كانت ما بين الخامسة والأربعين والرابعة والستين، ونسبة 11% كانت ضمن فئة الخامسة والستين عاماً فما فوق. يوجد لكل 100 أنثى 110.3 ذكر، ويوجد لكل 100 أنثى في الثامنة عشر من عمرها فما فوق 116.5 ذكر.
بلغ متوسط دخل الأسرة في المدينة 37,778 دولارًا، أما متوسط دخل العائلة فبلغ 43,333 دولارًا. وكان متوسط دخل الذكور 30,556 دولارًا مقابل 25,625 دولارًا للإناث. وسجل دخل الفرد الخاص بالمدينة 24,081 دولارًا. وكانت نسبة 10.4% من العائلات ونسبة 12.6% من السكان تحت خط الفقر، وكان من هؤلاء نسبة 21.3% تحت سن الثامنة عشر ونسبة 3.8% في الخامسة والستين من العمر وما فوق.

### تعداد عام 2010
بلغ عدد سكان سيرفسايد بيتش 482 نسمة بحسب تعداد عام 2010، وبلغ عدد الأسر 259 أسرة وعدد العائلات 113 عائلة مقيمة في المدينة. في حين سجلت الكثافة السكانية 99.8 نسمة لكل كيلومتر مربع (258.5/ميل2). وبلغ عدد الوحدات السكنية 975 وحدة بمتوسط كثافة قدره 201.9 لكل كيلومتر مربع (522.9/ميل2).
وتوزع التركيب العرقي للمدينة بنسبة 93.78% من البيض و1.66% من الأمريكيين الأفارقة و1.04% من الأمريكيين الأصليين و1.04% من الأمريكيين ذوي الأصول الآسيوية و1.66% من الأعراق الأخرى و0.83% من عرقين مختلطين أو أكثر و6.64% من الهسبانيون أو اللاتينيون من أي عرق.
بلغ عدد الأسر 259 أسرة كانت نسبة 15.4% منها لديها أطفال تحت سن الثامنة عشر تعيش معهم، وبلغت نسبة الأزواج القاطنين مع بعضهم البعض 33.2% من أصل المجموع الكلي للأسر، ونسبة 7.3% من الأسر كان لديها معيلات من الإناث دون وجود شريك،  بينما كانت نسبة 3.1% من الأسر لديها معيلون من الذكور دون وجود شريكة وكانت نسبة 56.4% من غير العائلات. تألفت نسبة 42.5% من أصل جميع الأسر من عدة أفراد يعيشون في نفس المنزل ونسبة 10.8% كانت تتألف من شخص يعيش بمفرده يبلغ من العمر 65 عاماً أو أكثر. وبلغ متوسط حجم الأسرة المعيشية 1.86، أما متوسط حجم العائلات فبلغ 2.50.
بلغ العمر الوسطي للسكان 50.9 عاماً. وكانت نسبة 10.6% من القاطنين تحت سن الثامنة عشر، وكانت نسبة 6.6% بين الثامنة عشر والرابعة والعشرين عاماً، ونسبة 17.6% كانت واقعةً في الفئة العمرية ما بين الخامسة والعشرين والرابعة والأربعين عاماً، ونسبة 49% كانت ما بين الخامسة والأربعين والرابعة والستين، ونسبة 16.2% كانت ضمن فئة الخامسة والستين عاماً فما فوق. وتوزع التركيب الجنسي للسكان بنسبة 54.4% ذكور و45.6% إناث.

## وصلات خارجية
- The US50 - Cities and Towns in Texas State